# Astronomie de amatori

Astronomi amatori în acțiune

Astronomia de amatori este o activitate recreativă care constă în observarea unor obiecte de pe cerul diurn și nocturn situate în afara globului terestru. Ca și cele mai multe activități recreative, astronomia de amatori se poate practica singur, în grup neorganizat sau în grup organizat (club, asociație, societate). Se deosebește de astronomia profesionistă prin două aspecte principale:
1. Contrar astronomului profesionist, al cărui prim obiectiv este să producă un rezultat științific, mai precis să aprofundeze cunoștințele omenirii în astrofizică, astronomul amator consideră rareori observația astronomică drept un mijloc, ci mai degrabă drept un scop.
2. Finanțată de cercetarea științifică, astronomia profesionistă beneficiază de mijloace de observație vaste față de cele de care poate dispune astronomul amator. Acest lucru se datorează, pe de o parte, costului instrumentelor, iar pe de altă parte, progreselor tehnologice care uneori nu sunt disponibile publicului larg.

Orice persoană care practică astronomia de amatori este numit „astronom amator”. Termenul „amator” nu este resimțit ca peiorativ în acest context. Unele grupuri de astronomi amatori supraveghează anumiți aștri, ceea ce permite alertarea astronomilor profesioniști. În general, un astronom profesionist este și un „astronom amator”, profesionismul fiind cel mai adesea urmarea unui „amatorism” deosebit de interesat științific.

## Istoric
Astronomia este considerată ca una dintre științele cele mai vechi. Până în secolul al XVII-lea și crearea primelor observatoare naționale, practicarea ei ținea mai mult de o astronomie de amatori decât de un demers științific coordonat. Astfel, astronomi de renume, care și-au construit propriul lor observator, cum sunt William Herschel (1738-1822) sau William Parsons, al treilea conte de Rosse (1800-1867) sunt uneori considerați drept strămoși ai astronomilor amatori.
Astronomia de amatori, care nu pretinde vreo vocație, pare, totuși, mult mai recentă. A trebuit să se aștepte secolul al XIX-lea înainte să apară primele produse optice la îndemâna marelui public, care să facă posibilă observarea cerului. Un pas suplimentar a fost făcut în 1880 cu editarea unei lucrări majore de popularizare: Astronomie populaire (în română Astronomie populară de Camille Flammarion (1842-1925).
Este, prin urmare, dificil să se dateze cu precizie începuturile astronomiei de amatori așa cum este ea cunoscută astăzi. Totuși se pot cita trei momente determinante survenite în secolul al XX-lea:
1. prima treime a secolului al XX-lea: industrializarea procedeelor de fabricație optică și apariția primelor planetarii;
2. începutul anilor 1970: punerea pe piață a primelor telescoape de tip Schmidt-Cassegrain fabricate în serie și apariția unor telescoape de amator de tip Dobson; în Statele Unite ale Americii aceste două tipuri de instrumente oferind o luminozitate generoasă, la tarife atunci fără concurență;
3. anii 1990: apariția primelor instrumente utilizabile produse în serie mare și la prețuri reduse (adesea de producție chineză), marcând un mare progres în democratizarea astronomiei de amatori.

## Tehnici de observare și unelte
Practica de observare a astronomiei de amatori grupează numeroase tehnici. Cei mai mulți astronomi amatori practică observarea vizuală și/sau luarea de imagini, însă există și alte tehnici tot atât de interesante care vor fi detaliate mai jos.

### Observarea vizuală
Modul cel mai ușor de a observa cerul constă în a percepe în mod direct și în timp real lumina vizibilă provenind de la obiectul observat. Această tehnică este denumită „observare vizuală”. În toate cazurile acest lucru constă în utilizarea ochilor, eventual prin interpunerea unui instrument amplificator.
S-ar putea crede, la prima vedere, că doar performanțele fiziologice ale ochiului (sensibilitate retiniană, stigmatism cornean etc.) sunt suficiente, pentru condiții de observare identice, să se poată prezice calitatea acestor observații. În realitate, experiența observatorului este foarte departe de a fi neglijabilă: unele tehnici, chiar ușor de obținut, permit să se câștige în sensibilitate. Cea mai cunoscută este, cu siguranță, „vederea decalată” care constă în exploatarea periferiei retinei mai sensibilă decât zona centrală (macula), care este optimizată pentru vederea diurnă: prin urmare nu mai este vorba de fixarea obiectului, ci de îndreptarea ochilor puțin într-o parte; în schimb, se pierde din culoare și din claritate (de exemplu va fi mai dificil să se discearnă detaliile unei nebuloase) de aceea va trebui găsit compromisul adecvat. Forma fizică rămâne totuși un factor care nu trebuie neglijat: lipsa somnului sau o carență de vitamina A poate altera vederea scotopică  într-un mod semnificativ. Alți parametri pot varia de la un individ la altul: un exemplu fiind percepția culorilor.

#### Ochiul liber
Cea mai evidentă tehnică a a observării este pur și simplu utilizarea celor doi ochi. Deși este o „tehnică” elementară (și cea mai veche), observația cu ochiul liber permite familiarizarea cu constelațiile și profitarea de fenomene astronomice, mai mult sau mai puțin importante, ca eclipsele (cu un filtru potrivit în cazul unei eclipse de Soare), conjuncțiile sau ploile meteorice.
Ochiul omenesc permite să se atingă o magnitudine limită vizuală de circa 8 în cel mai bun caz, pe Scara Bortle). Acuitatea vizuală, mărimea pupilei și mai cu seamă poluarea luminoasă constituie cei trei factori limitanți direcți. În Europa occidentală, un ochi tânăr, exersat și lipsit de defecte, situat pe înălțimile munților, va putea spera să atingă magnitudinea 7,5 în timp ce un orășean în vârstă și neinițiat va putea, cu dificultate, să depășească magnitudinea a patra (o stea de magnitudine 8 este de aproape 40 de ori mai slabă decât o stea de magnitudine 4).

#### Binoclul
Utilizarea binoclului astronomic permite ducerea unui studiu vizual aprofundat al cerului. Un binoclu ușor (7 × 50 sau 10 × 50, primul număr desemnând grosismentul, iar al doilea diametrul obiectivului în milimetri) ținut în mână este un ajutor eficace pentru găsirea și observarea asterismelor și roiurilor deschise, precum și a galaxiilor și nebuloaselor (obscure și de emisie, cea mai mare parte) cele mai strălucitoare. Binoclurile pot să se dovedească plăcute pentru observarea unei conjuncții strânse sau a unei comete în trecere.
Se poate semnala existența unor modele mari de binocluri (cele mai multe de origine japoneză), instrumente alese de către vânătorii de comete; de altfel cu un asemenea tip de instrument astronomul amator japonez Yuji Hyakutake (1950-2002) a descoperit, în 1996, celebra cometă care îi poartă numele. Aceste binocluri grele și incomode, al căror obiectiv atinge uneori un diametru de 150 mm, pot reprezenta o investiție importantă și necesita folosirea unei monturi stabilizatoare.
Cei mai reputați fabricanți de binocluri astronomice sunt Leica, Zeiss, Swarovski sau Steiner.

#### Luneta / ocheanul
Chiar dacă este un instrument conceput mai degrabă pentru observația ornitologică, o lunetă / un ochean poate să se dovedească de un ajutor interesant pentru observarea astronomică. Cu o utilizare asemănătoare cu aceea a binoclului, în pofida pierderii vederii binoculare și a senzației de confort pe care îl procură acesta, lunetele / ocheanele pot primi oculare (adesea specifice) care permit varierea grosismentului și să prezinte un dispozitiv care diminuează riscurile de torticolis. Aceste instrumente trebuie montate pe un trepied pentru a putea fi utilizate în cele mai bune condiții de stabilitate și de confort.

#### Telescopul și luneta astronomică
Pentru numeroși astronomi amatori telescopul reprezintă adesea stadiul ultim al practicii astronomiei vizuale. Telescopul face posibilă, pe de o parte, creșterea mai mult a diametrului obiectivului decât instrumentele menționate mai sus, pe de altă parte - și, în anumite condiții - să nu se mai limiteze la observarea vizuală și să încerce obținerea de imagini (în lumină vizibilă, infraroșu sau ultraviolet), însă, în acest domeniu, lunetele astronomice apochromatice sunt (cu diametrul egal) mult mai adaptate, cu un spectru secundar inexistent, cu o transmitere mult mai bună a luminii și o stabilitate optică mai mare.
Cel mai derutant aspect, la prima folosire a acestor instrumente, rămâne inversiunea imaginii: utilizat ca atare un asemenea instrument va da o imagine inversată (rotită cu 180°) a sursei. Cu un redresor al imaginii, aceasta prezintă o inversare în oglindă: susul este sus, însă dreapta se află la stânga. În cadrul unei utilizări astronomice, sensul nu are decât mică importanță: pe cer noțiunile de sus și jos sunt relative; de obicei, această inversare nu este incomodantă.

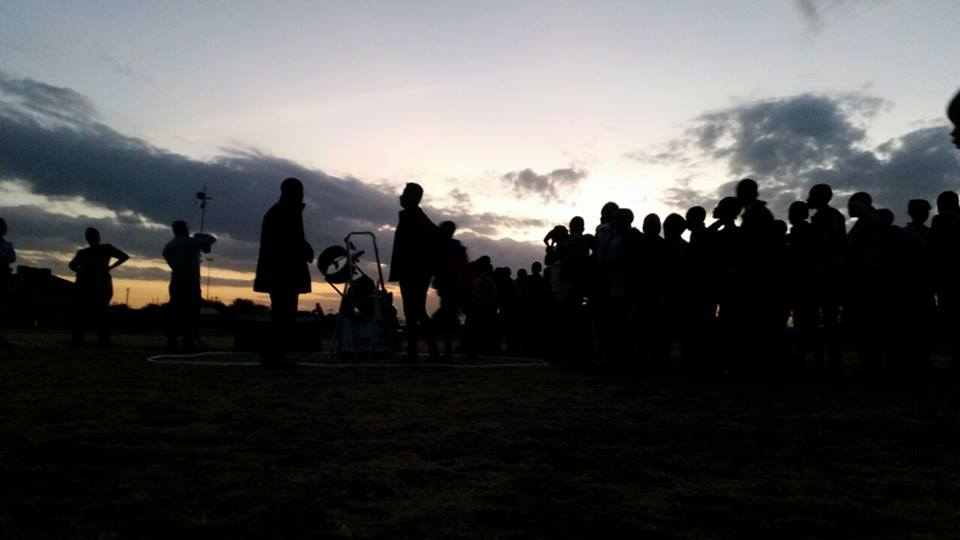
Elevi din Kenya și părinții lor încearcă să observe planeta Saturn cu un telescop.

Nu este vorba doar de mărimea pe care o pot atinge, ci și de diversitatea modelelor existente și de versatilitatea pe care o oferă telescoapelor printre cele mai populare instrumente ale astronomilor amatori. Nu numai alegerea instrumentelor este vastă, ci și cea a accesoriilor care le pot fi adăugate. Într-adevăr, normele americane au devenit standarde, iar acum putem monta adesea un accesoriu american sau chinez pe un telescop rusesc sau japonez - printre alte combinații.
Un telescop este de fapt un întreg care nu poate fi redus la doar un „tub optic”: trebuie să fie însoțit de accesorii esențiale care, uneori, nu pot fi furnizate în momentul achiziției.
Mai întâi de toate este necesară o montură: obiectivele cu grosismente susceptibile de a fi utilizate cu un telescop, precum și greutatea și volumul acestora exclud orice utilizare a telescopului ținut în brațe; unele monturi sunt echipate cu dispozitive care permit „mișcări lente” pentru reglarea manuală a poziției telescopului, altele sunt motorizate pentru a se asigura urmărirea ecuatorială (compensarea rotației terestre) și chiar pentru căutarea unui obiect, în mod automat (GoTo).  De asemenea, în contextul unei observații pur vizuale, astronomul amator va trebui să folosească oculare adaptate la  grosismentul obiectivului instrumentului său, la condițiile exterioare și, bineînțeles, la obiectul observat.
Unele accesorii îi permit să meargă mai departe:
- „căutătoarele” și „ochitoarele” :
 Ele permit găsirea obiectului dorit să fie observat. Un căutător este o mică lunetă cu câmp larg (mai multe grade) al cărei ocular este prevăzut cu un reticul. Un ochitor este un dispozitiv care desenează o miră virtuală pe cer cu ajutorul unei surse de lumină (de obicei un LED roșu) și a unei măști a cărei imagine este proiectată la infinit pe o oglindă plană transparentă prin care se privește (prin urmare nu are grosisment și nici nu întoarce imaginea, contrar căutătorului). Se renunță foarte rar la acest tip de accesoriu dat fiind câștigul de timp pe care îl aduce.

De notat existența unui aparat echipat cu un GPS și senzori de gravitație, denumit SkyScout de la firma specializată Celestron, care permite, printr-o simplă vizare, să se obțină informațiile despre un obiect ceresc ales, sau invers, să se aleagă în baza sa de date un obiect ceresc prin numele său și să se urmeze indicațiile geometrice pentru a-l centra în ocularul aparatului.
- Filtrele:

solare: ele permit să se observe petele solare și granulația fotosferei mulțumită unei transmisii luminoase foarte slabe (de ordinul a 0,001 %); ele se așează pe apertura telescopului / lunetei astronomice (și nu în vecinătatea focarului adică în vecinătatea ocularului) și pot lua forma unui film sau a unei plăci de sticlă tratată.
lunare: ele permit atenuarea luminii uneori supărătoare a Lunii; ele pot fi polarizante și să scoată în evidență eterogenitățile din solul lunar.
colorate, ele pot ameliora redarea unor detalii planetare.
interferențiale, ele permit (între altele) fie să reducă — cu o eficacitate foarte relativă — efectele poluării luminoase (respingerea și mai ales a liniilor sodiului, banda „tăioasă” de ordinul a zece nanometri), fie să amelioreze în mod notabil contrastul nebuloaselor de emisie (planetare și difuze) selecționând liniile vizibile cele mai energetice (oxigen-III, hidrogen-beta sau cele două, banda care trece de ordinul a zece nanometri), fie observarea („în afară” de filtrul solar obligatoriu) a protuberanțelor solare (hidrogen-alpha, banda de trecere de ordinul unui ångström); în toate cazurile este vorba de îmbunătățirea raportului semnal/zgomot; dificultatea realizării fiind cu atât mai mare cu cât banda de trecere este mai îngustă, aceste filtre sunt foarte costisitoare (grosso modo de la 10 la 150 €/cm2).

### Obținerea de imagini
O altă practică extrem de obișnuită a astronomiei de amatori este producerea de imagini ale cerului. Se poate practica în grade diferite, bugetele variază cu un factor de 100 în funcție de aria de observație și de rezultatele așteptate.
Exercițiul constă în combinarea unui obiectiv cu un senzor:
- Obiectivul este elementul optic care va proiecta cerul pe o suprafață focală trecând prin focarul acestui obiectiv. În practică, acest obiectiv este un obiectiv de aparat fotografic, de cameră astrografică (Schmidt, Buchroeder-Houghton...) sau mai în general de telescop (refractor, reflector sau catadioptric). Distanța focală a obiectivului condiționează mărimea imaginii: cu cât distanța focală este mai mare cu atât imaginea este mai mare - și, prin urmare, câmpul este mai mic pentru o aceeași arie la nivelul suprafeței focale.

- Senzorul este elementul care transformă semnalul luminos într-un semnal chimic sau electric și care se va traduce prin impresiunea unei imagini fixe pe un suport (tangibil sau electronic). Este așezat într-un mod să coincidă cu suprafața focală a obiectivului cu scopul garantării punerii la punct – se vorbește atunci despre obținerea unei imagini în focar. Pelicula fotografică a fost până în a doua jumătate a secolului al XX-lea singurul mijloc de fixare a imaginii; de atunci, suporturile digitale au invadat piața și deși există încă filme astrofotografice pe bază de argint, viitorul este al senzorilor optoelectronici (CCD sau CMOS).

În unele cazuri se poate efectua o proiecție prin mijlocirea unui ocular sau chiar a unui montaj afocal, tehnici mai complexe și mai puțin uzitate decât obținerea de imagini „în focar”.

#### Procedeul pe bază de argint
Astrofotografia pe bază de argint a intrat din anii 1990 într-un cerc vicios, care tinde să-i accelereze disparițiaː marele public fiind sedus de atuurile fotografiei digitale, fabricanții de filme fotografice — adesea aceiași cu fabricații de senzori electronici — au avut tendința de a-și axa producția pe aceste noi dispozitive, ceea ce a făcut ca posibilitățile de alegerea a filmelor fotografice să se restrângă accentuând, cu atât mai mult, dezangajarea publicului de la procedeele pe bază de argint. 
Filmele tehnice, cum este celebrul Kodak Technical Pan 2415, au fost, după hipersensibilizare, uneltele alese ale astrofotografilor. Ca și filmele color sensibile la roșu (roșu ca abundenta linie hidrogen-alpha din nebuloase), aceste filme au dispărut în totalitate de pe piață, cu excepția câtorva modele folosite pentru diapozitive, 
Astrofotografia pe bază de argint poate totuși să dea rezultate plăcute pe marile câmpuri de stele, îndeosebi (constelații), folosind timpul de poză de ordinul a zeci de minute cu un obiectiv standard, în paralel cu un instrument de ghidaj. Mai simplu chiar: traseele stelelor (posibil circumpolare) nu necesită monitorizare. Acestea fiind spuse, fotografia pe bază de argint „în focar” a fost întotdeauna o tehnică cu atât mai delicată cu cât focala obiectivului este mai lungă, și acest lucru din motive de precizie a monitorizării ecuatoriale.
Fotografia de câmp larg, cu cameră Schmit, tehnică eficace, însă costisitoare, nu este posibilă decât cu filme fotografice întrucât doar acestea pot fi capabile să se potrivească cu suprafața focală care are în acest caz forma unei calote sferice (filmul este întins prin elasticitate pe un suport care se potrivește cu suprafața focală). 

#### Cameră CCD
Calea principală pentru obținerea de imagini ale cerului profund rămâne tehnologia CCD (abreviere a sintagmei din engleză charge coupled device), care oferă o sensibilitate excepțională și beneficiază de avansurile tehnologice cele mai recente. La începuturile sale foarte costisitoare și exigentă, această tehnică a avut tendința să se răspândească mulțumită îndeosebi tarifelor scăzute și apariției autoghidajului care permite automatizarea monitorizării monturii instrumentului. Doar tehnicile de obținere și de tratare a imaginilor nu sunt de primă simplitate și necesită anumite cunoștințe.
Cu această tehnologie au fost produse cele mai frumoase imagini ale nebuloaselor, roiurilor sau galaxiilor. Amatorii cei mai dotați au tot timpul propriul lor observator care adăpostește un echipament costisitor, acest observator fiind situat în fundul grădinii lor ori pierdut, la mii de kilometri, într-un sit ales. Se întâmplă totuși ca excelenți astrofotografi să rămână nomazi cu material relativ simplu, însă utilizat într-un mod optim.

#### Cameră web
Anii 1990 au văzut apariția primelor camere web, aceste mici camere de videoconferință informatică. Astronomii amatori au avut ideea de a le plasa în focarul telescopului lor, fiind precauți să le scoată lentila care făcea oficiul de obiectiv.
Utilizate ca atare, aceste camere web devenite astrocamere, permit să se înregistreze mici secvențe video ale Lunii și ale planetelorː capacitățile de calcul ale computerelor personale fac posibilă aplicarea acestor secvențe de imagini unor tehnici performante de tratare a imaginilor (înregistrare, compoziție...) care vor permite ameliorarea foarte netă a raportul semnal/zgomot în raport cu o imagine brută, chiar fără o monitorizare precisă a astrului. La începutul acestui secol al XXI-lea camera web este în același timp mai puțin costisitoare și una dintre cele mai eficace pentru producerea unor imagini frumoase ale Lunii, ale planetelor Marte, Jupiter sau Saturn. 
Chiar dacă talia redusă și sensibilitatea limitată a pixelilor senzorului nu predispune camerele web la o activitate în cerul profund, unii amatori au reușit să modifice aceste camere cu scopul de a le face apte la expuneri lungi de poză. Chiar dacă rezultatul este destul de departe de ceea ce se poate obține cu tehnologia CCD (chiar dacă ar fi doar zgomotul termic dificil de stăpânit), costul puțin ridicat al acestei soluții permite cel puțin  să guste fără prea multe riscuri din plăcerile (și dificultățile) obținerii de imagini ale unor nebuloase, roiuri și galaxii.

#### Aparat de fotografiat digital
A trebuit să se aștepte câțiva ani între apariția primelor aparate de fotografiat digitale și a modelelor de tip reflex care permit fotografia în focarul obiectivului utilizat. Rezultatele obținute cu dispozitive ale căror obiective nu pot fi detașate de carcasă sunt deseori mediocre, chiar proaste, având în vedere tehnici de obținere mai puțin naturale (de exemplu proiecția în ocular). 
Totuși, când se utilizează material de calitate, pot fi realizate clișee superbe, îndeosebi cu unele APN compacte așezate afocal, în spatele unui telescop. Imaginile obținute cu ajutorul carcaselor reflex sunt, în revanșă, mult mai încurajatoare: fotografia cu câmp larg în focar redevine posibilă, ca și cu aparatele bazate pe argint, de altădată — cu avantajele suplimentare ale fotografiei digitale (număr mare de fotografii, telecomandă etc.).
Această tehnică prezintă avantajul de a fi mai puțin costisitoare decât CCD și mai cu seamă mai autonomă: nu e nevoie de niciun calculator portabil la fața locului. Pe de altă parte, zgomotul termic nu este întotdeauna bine controlat într-un aparat fotografic ca într-o adevărată cameră CCD, fapt ce limitează sever timpul de poză.

### Desenul

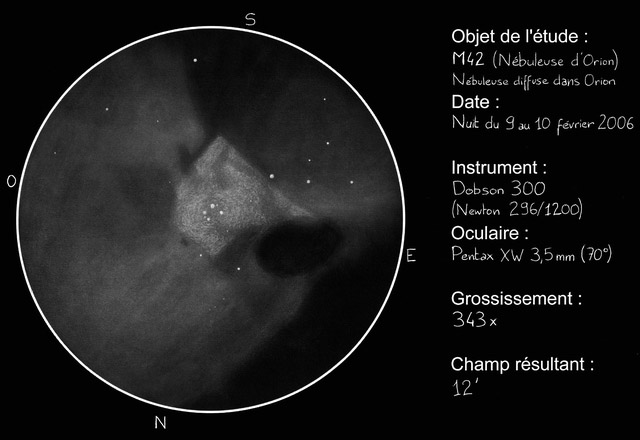
Desen al centrului Nebuloasei Orion.

La jumătatea drumului dintre observația pură și dură, pe de o parte, și obținerea de imagini, pe de altă parte, există o tehnică străveche, dar care a știut să-și păstreze un oarecare număr de adepți. Într-adevăr, desenul astronomic prezintă ce e mai bun dintre cele două lumi: simplitatea primei și tușa artistică (sau utilitară) a celei de a doua.
Această tehnică permite, de asemenea, amatorilor să-și dezvolte simțul observării, deoarece trebuie să transcrie pe hârtie toate detaliile aflate în ocular. Cel care nu desenează va avea mai degrabă tendința de a „observa în zbor” obiectele respective.

### Spectroscopia
Putând să fie practicată atât vizual cât și în fotografie, spectroscopia este o modalitate de a observa cerul într-o lumină diferită, mai aproape de studiul chimiei stelare decât de o observare dezinteresată de orice interpretare astrofizică, cum s-ar face în cadrul observațiilor tradiționale.
Această tehnică rezidă în descompunerea spectrului vizibil al unui obiect (stea, planetă sau nebuloasă de emisie) cu ajutorul unei rețele de difracție sau a unei prisme și în observarea sau fotografierea liniilor de absorbție cu scopul de a le identifica a posteriori și deci a deduce compoziția chimică a corpului observat.
În prezent, mai multe programe există pentru înțelegerea și studierea cerului, îndeosebi stelele Be, stelele simbiotice și cataclismice.

### Radioastronomia
Deși este fațeta cea mai ușor de înțeles, universul observabil nu emite exclusiv lumină vizibilă. Domeniul accesibil prin camerele CCD este abia mai întins decât cel al ochiului uman, adică redus la o porțiune extrem de redusă a spectrului electromagnetic, motiv pentru care a fost creat un senzor adaptat fiecărui domeniu al spectrului.
Din nefericire, tehnologiile necesare observării razelor X și gamma sunt astăzi inaccesibile astronomului amator. Cât despre undele radio, în revanșă, tehnologia este deja omniprezentă, deoarece permite gospodăriilor izolate să primească date prin satelit. Astfel, în radioastronomie, o antenă parabolică asociată unui vu-metru permite să se observe un flux pe care niciunul din cele cinci simțuri ale noastre n-ar putea să le obțină fără această conversie de semnal. În acest fel se pot observa radiosursele cele mai puternice: Soarele, Jupiter, bulbul galactic, câteva galaxii eliptice gigante...

## Profilurile astronomilor amatori
Astronomii amatori își pot practica activitatea la niveluri diferite potrivit afinităților, gradului de implicare precum și timpului disponibil. Ar fi desigur iluzoriu și simplist să vrei să clasezi un amator în cutare sau cutare categorie, pot fi totuși distinse patru psihologii diferite deși acestea pot coexista la un anume amator.

### Observatorii de duminică
Această tendință se caracterizează prin prezența neperturbatoare a astronomiei în viața amatorului. Ea nu influențează suficient programul  acestuia pentru a-i perturba ritmul vieții diurne, iar astronomul amator nu face observații decât în mod excepțional după miezul nopții. 
Practica astronomiei este, prin urmare, pentru observatorul de duminică, o activitate recreativă  neconstrângătoare, care nu necesită o planificare deosebită. Ocazional, el citește presa de popularizare (de ex. Ciel & Espace, lucrări ale lui Hubert Reeves etc.)

### Esteții
După apariția unor imagini spectaculoase, așa cum sunt cele produse de Telescopul spațial Hubble, numeroși astronomi amatori doresc să regăsească — într-o anumită măsură — aceste senzații cu propriile lor mijloace. Să obții asemenea senzații în observare vizuală necesită folosirea unor telescoape cu diametru mare. Un bun desenator va putea să aștearnă pe hârtie splendorile observate prin ocular.
Calea principală rămâne obținerea de imagini colorate și uneori spectaculoase ale unor planete, nebuloase și ale altor galaxii. Practica astronomiei poate, prin urmare, în acest ultim caz, să devină pe de-a-ntregul o artă și să necesite stăpânirea unor tehnici uneori dificil de aplicat și a căror stăpânire se dobândește puțin câte puțin.

### „Extremiștii”
Complementar estetului, amatorul „extremist” se atașează mai mult de valoarea fizică  a obiectului observat decât de aspectul său vizual. Astronomul care se recunoaște în acest raport de dependență face parte, cu siguranță, din cei mai conștienți de caracterul grandios al obiectelor pe care le observă: el nu va ezita să parcurgă sute de kilometri pentru a găsi condițiile care-i vor permite, de exemplu, să observe câteva roiuri de galaxii aflate la distanțe de peste o sută de milioane de ani-lumină, chiar dacă galaxiile din roi nu apar decât sub forma unor mici pete neclare.
Ca estetul, „extremistul” va putea utiliza tehnicile de obținere a imaginilor sau desenul pentru a-și consemna observațiile chiar dacă suportul scris rămâne cel mai răspândit (sub forma unor dări de seamă); desigur, cercetarea estetică va trece, în mod necesar, pe al doilea plan — în profitul calității și/sau al originalității informației. Literatura-tip a „extremistului” este, de exemplu, Ciel Extrême (în română Cerul Extrem).

### Semiprofesioniștii
Această categorie este un pic deosebită întrucât nu satisface prima diferență dintre amator și profesionist: semiprofesionistul nu-și efectuează observațiile decât în perspectiva unei descoperiri sau a unei măsurători susceptibile să intereseze știința, chiar dacă nu așteaptă nicio răsplată pentru aceasta, dacă nu, poate notorietatea. Vânătorii de asteroizi, de comete sau de supernove se recunosc în această stare de spirit. Îi regăsim aici și pe amatorii care apreciază statistica științifică, îndeosebi măsurarea variațiilor strălucirii stelelor variabile, poziției componentelor stelelor multiple, femus etc. Destul de adesea de altfel, profesioniștii fac apel la amatori când mijloacele tehnice, bugetul alocat sau, pur și simplu, timpul consacrat cercetărilor nu le permit să efectueze programele de observație cum și le-ar fi dorit.
Astronomul semiprofesionist poate avea, în materie, o cultură științifică apropiată de aceea a profesioniștilor. Are posibilitatea prin intermediul lucrărilor utilizate pentru formarea acestora (colecțiile Savoirs Actuels editate de CNRS-Éditions/EDP-Sciences și Astronomy and Astrophysics Library editate de Springer), să adopte o pregătire de bază prin lectura unor reviste destinate acelorași oameni de știință, cum sunt:
- Astronomy and Astrophysics în Europa,
- Monthly Notices of the Royal Astronomical Society în Marea Britanie,
- Astrophysical Journal și Astronomical Journal în Statele Unite ale Americii.

Nu este rar ca același amator să fie un fost student în materie. Stăpânirea informaticii și englezei sunt, la acest nivel, două domenii importante cărora li se adaugă, dacă se dorește abordarea și înțelegerea părții teoretice a astronomiei, matematicile.

## Astronomi amatori celebri
Este totuși dificil să se tranșeze între profesionist și amator când se evocă unele personaje istorice. De exemplu Clyde Tombaugh (1906-1997) a fost un amator pasionat înainte de a fi fost recrutat la Observatorul Lowell, unde a făcut descoperirea lui Pluto. Trebuie să-l socotim la profesioniști pe un André Couder (1897-1979) ?
În continuare, nu se prezintă decât câțiva astronomi care nu au avut o carieră profesionistă ca atare.
- Johann Bayer (1572-1625): a creat primul catalog de stele veritabil, după constelație, utilizat frecvent și astăzi, precum și primul atlas complet al bolții cerești: Uranometria.
- John Herschel (1792-1871): fiul lui de William Herschel, a descoperit mii de stele duble și a creat numeroase instrumente.
- William Lassell (1799-1880): a descoperit numeroși sateliți cu ajutorul unor instrumente concepute de el.
- William Parsons, al treilea conte de Rosse (1800-1867): a construit un telescop imens pentru epoca sa, care i-a permis să descopere structura spirală a unor galaxii.
- Camille Flammarion (1842-1925): este autorul lucrării Astronomie populaire și al altor câtorva lucrări despre Sistemul Solar.
- Percival Lowell (1855-1916): a fost apărătorul ardent al canalelor marțiene și fondatorul observatorului care-i poartă numele (și unde a fost descoperit Pluto).
- John Dobson (1915-2014): a inventat un concept de telescop manual de concepție rudimentară, dar care a oferit construirea posibilă pentru toți a unui telescop.
- Pierre Bourge (1921-2013): a inventat un concept de telescop capabil să asigure o urmărire ecuatorială cu cheltuieli mici.
- Sir Patrick Moore (1923-2012): autor a zeci de lucrări; a prezentat emisiunea de televiziune The Sky at Night pe canalul britanic de televiziune BBC.
- Yuji Hyakutake (1950-2002): a descoperit una dintre cometele cele mai spectaculoase din secolul al XX-lea.
- Donald Machholz (născut în 1952): este autorul unor numeroase lucrări pentru amatori și rămâne unul dintre descoperitorii de comete cei mai prolifici din generația sa.
- Alan Hale  (născut în 1958) și Thomas Bopp (născut în 1949): au descoperit cometa care le poartă numele, una dintre cele mai spectaculoase din secolul al XX-lea.
- Takao Kobayashi (născut în 1961): a descoperit numeroși asterozi și câteva comete.
- Jean Meeus a popularizat calculul astronomic cu un calculator științific.
- Victor Buso (născut în 1953): a putut observa, în mod accidental, o supernovă în timp ce-și regla telescopul în direcția galaxiei NGC 613. [2][3]
- Claudine Rinner (născută în 1965): a descoperit 3 comete și 159 de asteroizi numerotați.
- Zouina Mehdi (născut în 1991): de profesie infirmier, a putut observa pentru prima oară o gaură neagră supermasivă situată în constelația Săgetătorul.

## Documentație și unelte

### Periodice
Astronomul amator, grijuliu să se informeze, dispune de un anumit număr de reviste periodice. Doritorii vor găsi mai jos o listă cu cele mai semnificative. Sunt incluse periodicele științifice pe care unii amatori (îndeosebi semiprofesioniștii) le studiază.
- Amateur Astronomy ( Statele Unite ale Americii): amatori
- Astronomia ( Spania): generalistă
- Astronomia ( Italia): generalistă
- Astronomical Journal: Astronomical Journal Arhivat în 29 noiembrie 2007, la Wayback Machine. ( Statele Unite ale Americii): științifică
- Astronomicheskii Zhurnal ( Rusia): științifică
- Astronomie Heute ( Germania): generalistă cu tendință amatori
- Astronomie Magazine Arhivat în 12 octombrie 2011, la Wayback Machine. ( Franța): generalistă tendință amatori
- Astronomie-Québec Arhivat în 13 iulie 2018, la Wayback Machine. ( Québec): generalistă cu tendință amatori (electronică și gratuită)
- Astronomie + Raumfahrt Arhivat în 25 august 2006, la Wayback Machine. ( Germania): generalistă cu tendință științifică
- Astronomy & Astrophysics Arhivat în 14 septembrie 2008, la Wayback Machine. ( Uniunea Europeană): științifică
- Astronomy & Space ( Irlanda): generalistă cu tendință amatori
- Astronomy Magazine ( Statele Unite ale Americii): generalistă
- Astronomy Now ( Regatul Unit): generalistă
- Astrophysical Journal Arhivat în 19 iunie 1997, la Wayback Machine. ( Statele Unite ale Americii): științifică
- Astrosurf Magazine ( Franța): amatori
- Ciel & Espace ( Franța): generalistă
- Ciel Extrême ( Franța): amatori (electronică și gratuit)
- Der Sternenbote Arhivat în 5 august 2006, la Wayback Machine. ( Austria): generalistă cu tendință amatori
- Gekkan Tenmon ( Japonia): amatori
- Interactive Astronomy ( Japonia: amatori
- Interstellarum ( Germania): amatori
- Journal of the British Astronomical Association ( Regatul Unit): generalistă cu tendință amatori
- L'Astronomie Arhivat în 9 septembrie 2006, la Wayback Machine. ( Franța): generalistă
- Le Magazine de l'Observatoire de Paris Arhivat în 3 octombrie 2006, la Wayback Machine. ( Franța): generalistă cu tendință științifică
- L'Observateur ( Québec): amatori (electronică și gratuită, nu mai este publicată din 2011)
- Mercury Magazine Arhivat în 4 februarie 2005, la Wayback Machine. ( Statele Unite ale Americii): generalistă
- Monthly Notices of the Royal Astronomical Society Arhivat în 5 iulie 2008, la Wayback Machine. ( Regatul Unit): științifică
- SkyNews Arhivat în 23 februarie 2010, la Wayback Machine. ( Canada): generalistă
- Sky & Telescope ( Statele Unite ale Americii): generalistă cu tendință amatori
- Skywatcher ( Japonia): amatori
- Sterne und Weltraum Arhivat în 13 august 2006, la Wayback Machine. ( Germania): generalistă
- Tenmon Guide ( Japonia): amatori
- The Astronomer ( Regatul Unit): amatori
- The Observatory Arhivat în 18 august 2006, la Wayback Machine. ( Regatul Unit): științifică.

### Ghiduri
Engleză
- Robert Burnham Jr., Burnham's Celestial handbook : An Observer's Guide to the Universe Beyond the Solar System, Dover Publications, 1978 : trei volume cu idei de observare grupate după constelație. Doar în engleză.
- George R. Kepple & Glen W. Sanner, The Night Sky Observer's Guide, Willmann-Bell, 1998: două volume care prezintă numeroase obiecte de cer profund de descoperit, după constelație și după anotimp. Doar în engleză.
- D. Machholz, Ghidul observatorului Messier, 2002
- Martin Rees, ed. (2012). Smithsonian Universe (ed. 2nd). London: Dorling Kindersley. ISBN 978-0-7566-9841-6.

Franceză
- Guillaume Cannat, Le Guide du Ciel, AMDS/Nathan: prezentare aprofundată a evenimentelor astronomice ale anului, clasate în ordine cronologică.
- Jean-Raphaël Gilis, J'observe le ciel profond avec une lunette de 60 mm ou un télescope de 115 mm, Broquet, 2000: un ghid ilustrat pentru a începe observarea vizuală a cerului profund.
- Ian Ridpath & Wil Tirion, L'observation du ciel à l'œil nu, aux jumelles ou au télescope, Broquet, coll. Alpha, 2000: permite familiarizarea cu cerul.
- André Van der Elst, Guide du matériel d'observation de l'astronome, Vuibert, 2004, 159 pages; ISBN 2-7117-5399-9

Germană
- Mark Emmerich, Sven Melchert: Alles über Astronomie, Kosmos-Verlag 2016, ISBN 978-3-440-15622-3
- Storm Dunlop: Astronomie für Einsteiger, Kosmos-Verlag, ISBN 3-440-05715-1
- Arnold Hanslmeier: Den Nachthimmel erleben : Sonne, Mond und Sterne – Praktische Astronomie zum Anfassen. Springer. Berlin 2015, ISBN 978-3-662-46031-3.

Română
- Matei Alexescu, Cerul, o carte pentru toți, Editura Albatros, București 1974
- Marieta Nicolau-Plămădeală, Astronomia de la A la Z: ghid de astronomie, Editura Junior, București 1999 ISBN 9739209432
- Martin Rees, Universul, ghid vizual complet, coordonator [...], Traducere din limba engleză de Ana-Maria Negrilă-Chisega, Liana Stan, Enciclopedia RAO 2008, București, 512 de pagini. ISBN 978-973-717-319-5
- Marcel Jinca, Astronomie practică și teoretică - de la amator la expert, Bumbești-Jiu, 2012, 220 de pagini + un CD cu softuri astronomice și planșe A4 cu diverse șabloane necesare în observațiile astronomice. „Cartea îmbină problemele de astronomie practică cu astronomia de observație. Poate fi un bun ghid pentru astronomul amator. Se adresează deopotrivă celor de nivel mediu, dar și începătorilor.”
- Marcel Jinca, Aurelia Idita, Stele și constelații. Ghid pentru observarea stelelor și a corpurilor de cer profund, Bumbești-Jiu, 2014, 216 pagini + Atlas stelar + CD; ISBN 978-973-0-16848-8
- Marcel Jinca, Aurelia Idita, Astronomie, Manual pentru amatori, Bumbești-Jiu, 2017, 288 de pagini ISBN 978-973-0-25203-3
- Marcel Jinca, În căutarea stelelor, Bumbești-Jiu, 2025  ISBN 978-983-0-41752-4
- Marcel Jinca, Aurelia Idita, Efemeride astronomice (apare în fiecare an, fiind editată de Societatea Astronomică Română de Meteori[4])
- Valentin Grigore, Dan Mitruț, Meteorii, călători grăbiți pe bolta cerului. Ghid practic pentru observarea meteorilor, SARM[5], Editura SFINX Târgoviște, 2000
- Klaus M. Schittenhelm, Stele și constelații pe înțelesul tuturor, 96 de pagini, Editura Casa, 2017 ISBN 9786067870343: „O carte despre cum să recunoașteți cu ușurință cele mai importante 25 de constelații”.
- Mirel Bîrlan, Adrian Șonka, Introducere în lumea asteroizilor, Editura Zorio, Bucuresți, 2018, ISBN 9786068759234
- Adrian Șonka, Ghidul micului astronom prin Univers, Editura Nemi, București, 2018.[6] „[...] cea mai așteptată carte de astronomie pentru copii și restul lumii”.[6]
- Adrian Șonka, O plimbare prin Univers. Carte de relaxare astronomică, Orion (imprint al Grupului editorial Nemira), București, 2021, 400 de pagini, ISBN 978-606-43-1061-3. „Tot ce trebuie să știi despre cosmos, într-un stil amuzant și prietenos”.
- Victor Anestin, Cum să înveți stelele - Cu 27 de hărți cerești în text, Ediția a III-a comentată, revizuită și adăugită de Mircea Pteancu și Dan-George Uza, Editura Astromix, Cluj-Napoca 2021, 252 de pagini, ISBN 978-606-95123-1-9

#### Software gratuit
- Stellarium: „[...] este o aplicație software gratuită, disponibilă pentru Linux, Windows și Mac OS X a cărui scop este reprezentarea corpurilor cerești în interiorul unui planetarium virtual. Cu Stellarium, este posibil să fie observate corpuri cerești ce nu pot fi observate cu ochiul liber, binocluri sau telescoape de dimensiuni.”

### Atlase
- Aladin (CDS) este un atlas ceresc, unealtă software, serviciu al Centre de données astronomiques de Strasbourg.

Engleză
- David Herald & Peter Bobroff, Herald-Bobroff Astroatlas, HB2000 Publications, Canberra, 1994: atlas de format mare cu 214 hărți cu șase niveluri diferite de zoom (ultimele trei doar pentru regiunile dens populate) și o tipografie elaborată (necesită o utilizare frecventă pentru a fi în măsură să treci de legendă). Stele până la magnitudinea 9,0 (14 în unele cazuri). Mai puțin adaptat unei folosiri pe teren. Doar în engleză.
- Roger W. Sinnott & Michael A. C. Perryman, Millennium Star Atlas, Sky Publishing Corp., 2006 : atlas de 1 548 hărți repartizate în trei volume; stele până la magnitudinea 11. Doar în engleză.
- Wil Tirion & Roger W. Sinnott, Sky Atlas 2000,0, 2nd ed., Cambridge University Press, 1998: atlas de format mare de 26 de hărți, stele până la magnitudinea 8,5. (Echivalent al precedentului atlas pentru observatorii experimentați; aceeași tipografie, dar hărți mai complete, plastifiate, și legătură spiralată ușurând folosirea pe teren). Doar în engleză.
- Wil Tirion, Atlas du ciel 2000,0 Cambridge, 2e éd., Broquet, Ottawa, 1999: mică introducere a cerului, 20 de hărți (stele până la magnitudinea 6,5, roiurile, nebuloasele și galaxiile cele mai strălucitoare, câteva stele duble). Ușor de utilizat pe teren, chiar dacă legătura nu o face prea practică.
- Wil Tirion, Barry Rappaport, Will Remaklus, Murray Cragin & Emil Bonanno, Uranometria 2000,0, 2nd ed., Willmann-Bell, 2001: atlas în trei volume (emisfera nordică, emisfera sudică și index), stele până la magnitudinea 9,75. Permite pregătirea unor observații precise. Puțin adaptat unei folosiri pe teren (hârtie obișnuită). Doar în engleză.
- Toshimi Taki (2005). „Taki's 8.5 Magnitude Star Atlas”. - Atlas ceresc descărcabil liber în format PDF. În engleză.

Franceză
- fr:Carte du ciel mobile
- Michael Feiler, Stephan Schurig, Planisphère, Cherche-étoiles, Carte du Ciel orientable, Drehbare Himmelskarte, 2007 - Poziția stelelor în fiecare moment; Ediția a doua e publicată de către www.oculum.de. Cele câteva indicații pe hartă sunt în germană, dar pot fi interpretate cu ușurință.
- Maurice Provencher, Cherche-étoiles Alpha 2000, Broquet ISBN 9782890004610 : hărți ale cerului (planisfere) pentru reperarea cu ochiul liber. Magnitudine stelară limitată, cuprinsă între 4 și 5.

Germană
- Joachim Herrmann: dtv-Atlas Astronomie, 15. Auflage, 2005, dtv, ISBN 3-423-03267-7

## Premii pentru recunoașterea meritelor astronomilor amatori
- Amateur Achievement Award of Astronomical Society of the Pacific
- Chambliss Amateur Achievement Award